# Austin Peay
Austin Peay IV, född 1 juni 1876 i Christian County, Kentucky, död 2 oktober 1927 i Nashville, Tennessee, var en amerikansk demokratisk politiker. Han var Tennessees guvernör från 1923 fram till sin död.

## Biografi
Peay studerade juridik vid Centre College i Danville, Kentucky. Han inledde sedan sin karriär som advokat i Tennessee. Han var ledamot av Tennessees representanthus 1901-1905.
Peay besegrade ämbetsinnehavaren Alfred A. Taylor i 1922 års guvernörsval i Tennessee. Han omvaldes 1924 och 1926.
Peay godkände 1925 den berömda lagen Butler Act som förbjöd undervisningen i evolutionsteori vid skolor och universitet i Tennessee. Redan samma år åtalades läraren John T. Scopes för att ha brutit mot lagen. Den följande rättegången blev känd som Scopes Monkey Trial. Delstaten Tennessee fick stor publicitet tack vare rättegången och berömda jurister deltog i den, bland annat Clarence Darrow bland försvarsadvokaterna och William Jennings Bryan på åklagarsidan.
Peay var känd som en progressiv guvernör och han hade förväntats att använda sin vetorätt mot Butler Act. Att han godkände lagen var ett resultat av en politisk kohandel. För sin del godkände Peay den lagstiftande församlingens nya lag mot evolutionsteori i utbyte mot att den lagstiftande församlingen godkände Peays reformer både när det gällde delstatens infrastruktur och undervisningssystem. Peay själv antog att lagen knappast skulle tillämpas i praktiken.
Peay avled 1927 i ämbetet och efterträddes av Henry Hollis Horton. Peay var frimurare och baptist. Hans grav finns på Greenwood Cemetery i Clarksville, Tennessee.